# Camponotus chromaiodes
Camponotus chromaiodes es una especie de hormiga del género Camponotus, tribu Camponotini. Fue descrita científicamente por Bolton en 1995.
Se distribuye por los Estados Unidos. Se ha encontrado a elevaciones de hasta 154 metros. Vive en microhábitats como la hojarasca y troncos podridos.